# Escalade en salle
 (août 2017).
Si vous disposez d'ouvrages ou d'articles de référence ou si vous connaissez des sites web de qualité traitant du thème abordé ici, merci de compléter l'article en donnant les références utiles à sa vérifiabilité et en les liant à la section « Notes et références ».

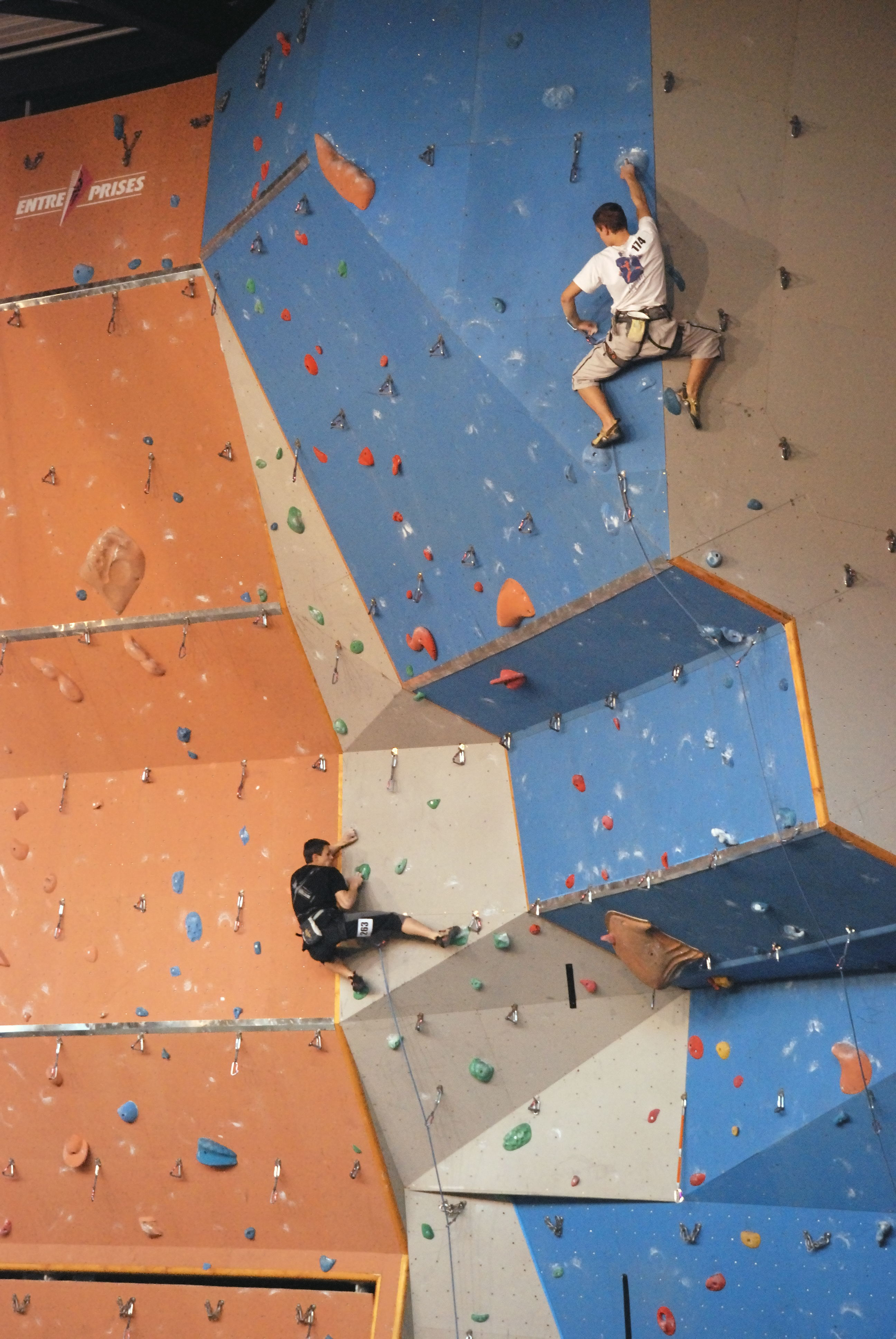
Escalade sportive sur un « mur à corde », à Voiron.

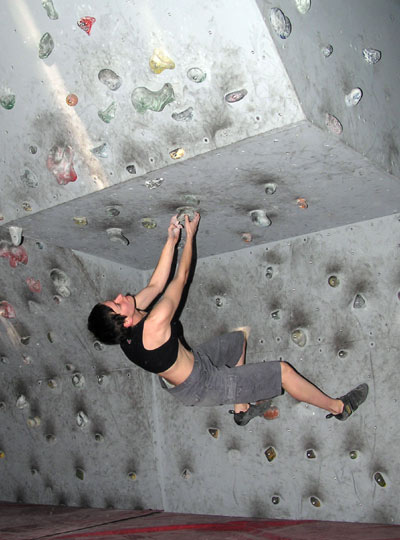
Pratique du bloc, dans une salle de bloc.

L’escalade en salle est une pratique sportive de l'escalade sur des structures artificielles qui tentent de reproduire les sensations de l'escalade sur rocher, mais dans un environnement urbain.
Deux disciplines peuvent être pratiquées en salle : l'escalade sportive sur de hauts murs, le grimpeur étant assuré par une corde, et l'escalade de bloc sur des murs de faible hauteur dont le sol est recouvert d'un matelas de réception.

## Raisons du succès
L'escalade en salle a d'abord été populaire dans des régions où le climat était peu souvent propice à la pratique en extérieur. En plus d'offrir une alternative par mauvais temps, cette formule permet d'aller grimper en salle près de chez soi ou de son lieu de travail, et à la nuit tombée. Afin de progresser, comme dans tout sport, une pratique régulière est indispensable. Avec l'avènement de l'escalade en salle, le temps, les saisons et les horaires de travail décalés sont de moins en moins des obstacles à une progression régulière et au plaisir du sport.
Cette sensation de sécurité et de confort ne doit pas faire oublier qu'un grimpeur en salle ne présente pas forcément les aptitudes nécessaires pour grimper en falaise sur de grandes hauteurs, sans point d'ancrage ni itinéraire tracé. La prolifération des salles d'escalade a néanmoins amélioré l'accessibilité à ce sport et accru sa popularité.

## Techniques de fabrication et équipements
Les premiers murs en salle étaient essentiellement constitués de briques, laissant peu de place pour des voies intéressantes en raison de la raideur du mur et de la variété limitée des prises.
La méthode de construction la plus courante consiste à visser des prises en résine sur des plaques de bois. Ces plaques peuvent être de hauteur et d'inclinaison variées (de « toits » complètement horizontaux à des « dalles » verticales) et présenter une grande variété de prises (des petites « réglettes » aux grosses « poignées »), avec au pied des voies des tapis, des matelas ou des crash pads (matelas pliables utilisés pour la pratique du bloc en extérieur). Cette variété, avec la possibilité de changer la disposition des prises, a favorisé la pratique de l'escalade en salle.
Ces équipements sont généralement complétés dans les salles d'escalade commerciales par une poutre, un spray wall (panneau déversant presque entièrement rempli de prises), et un ou plusieurs murs inclinables (depuis l'invention du pan Güllich à la fin des années 1980, les premiers simples pans en bois munis de réglettes ont souvent été remplacés ou complétés par des murs à LED connectés à partir des années 2020).